# Big Tech

Logo của các công ty Big Tech

Big Tech, cũng được gọi là Những gã khổng lồ công nghệ, Big Four, Big Five, hoặc FAANG, là những cái tên được sử dụng để mô tả bốn hoặc năm công ty thống trị ngành dịch vụ trực tuyến và công nghệ đa quốc gia của Hoa Kỳ, bao gồm Google (Alphabet), Amazon, Facebook (Meta), Apple và Microsoft. Thuật ngữ Gang of Four được Eric Schmidt đặt ra cho nhóm công ty này vào năm 2008, Phil Simon và Scott Galloway khi mô tả các công ty này đã "đứng sau cuộc cách mạng tiêu dùng trên Internet" và "trốn thuế, xâm nhập quyền riêng tư và phá hủy các công việc ".

## Định nghĩa
Schmidt, Simon và Galloway định nghĩa thuật ngữ "Big Four" có nghĩa là các công ty chính thúc đẩy sự thay đổi xã hội lớn thông qua sự thống trị và vai trò của họ trong các hoạt động trực tuyến, thay vì chỉ là các công ty liên quan đến máy tính lớn nhất. Họ coi các công ty công nghệ lớn khác như IBM sẽ có ít thay đổi hơn so với Big Four.
Smyrnaios biện minh cho việc nhóm lại 5 công ty với chữ viết tắt đầu của chung là GAFAM với tư cách là một tổ chức độc quyền dường như kiểm soát Internet bằng cách tập trung quyền lực thị trường, quyền lực tài chính và sử dụng quyền sáng chế và bản quyền trong bối cảnh chủ nghĩa tư bản.